# Bodtjärnen (Torps socken, Medelpad)
Bodtjärnen är en sjö i Ånge kommun i Medelpad och ingår i Ljungans huvudavrinningsområde.